# Steganopsis curvinervis
Steganopsis curvinervis är en tvåvingeart som först beskrevs av Thomson 1869.  Steganopsis curvinervis ingår i släktet Steganopsis och familjen lövflugor. Inga underarter finns listade i Catalogue of Life.